# Satzlänge
Satzlänge wird danach bestimmt, aus wie vielen kleineren Einheiten ein Satz besteht. So ist es möglich, die Satzlänge entsprechend der Zahl der Buchstaben oder auch anderer Schriftzeichen (etwa im Chinesischen), Laute, Phoneme, Morphe, Silben, Moren, Wörter, Satzglieder oder Teilsätze zu definieren. Bevor man jedoch die Satzlänge bearbeiten kann, muss bestimmt werden, was genau ein Satz sein soll, ein keineswegs triviales Problem. So muss zum Beispiel überlegt werden, ob auch die Ein-Wort-Äußerung, die Ellipse oder das Satzfragment als Satz gelten soll.

## Kürzeste Sätze – längste Sätze
Eine Frage, die man sich stellen kann, ist die nach den kürzesten oder auch längsten Sätzen, sei es innerhalb einer bestimmten Sprache oder auch ganz allgemein. Die Frage nach den kürzesten Sätzen ist leicht zu beantworten, wenn man sich darauf verständigt, dass auch eine 1-Wort-Äußerung als Satz gelten soll. Dann sind Ausrufe wie „Feuer!“ oder Interjektionen wie „Ah!“ Einwortsätze. Am kürzesten wäre dann der lateinische Imperativ „I!“ (Befehlsform zum Verb „ire“, „gehen“). Ein Satz, der kürzer als ein Buchstabe oder Laut ist, ist nicht möglich.
Anders steht es um die Frage nach dem längsten Satz, zu der man einige Beobachtungen und Überlegungen beitragen, die man aber letztlich nicht beantworten kann. Der Grund: Man kann in sehr vielen Sätzen, wie lang sie auch sein mögen, immer noch ein Wort oder eine Wortgruppe einfügen, ohne dass der Satz grammatische Regeln verletzt. Daher kann eine Obergrenze für grammatisch korrekte Sätze nicht angegeben werden. Grenzen setzt dagegen der Sprachgebrauch: In der gesprochenen Sprache werden tendenziell kürzere Sätze verwendet als in der geschriebenen Sprache; aber auch in der geschriebenen Sprache sind Sätze gewöhnlich in ihrer Länge begrenzt. Am ehesten lässt sich die Frage nach auffällig langen Sätzen in irgendwelchen Texten beantworten. So verweist Lang auf einen Satz bei dem (alt-)griechischen Autor Solon, der 300 Zeilen lang sein soll und geschätzt 4500 bis 4800 Silben enthält. Meier berichtet von einem Satz in H. Brochs „Der Tod des Vergil“, der 1077 Wörter enthalten soll. William Faulkners längster Satz „liegt bei 1600 Wörtern.“

## Durchschnittliche Satzlänge
Um die durchschnittliche Satzlänge von Texten oder Textgruppen zu bestimmen, muss zunächst festgelegt werden, wie die Satzlänge definiert werden soll. Man kann sie messen, indem man beliebige kleinere Einheiten wählt und auswertet, wie viele davon in den Sätzen enthalten sind. In der Regel wird die Satzlänge durch die Zahl der Wörter oder der Clauses/Teilsätze bestimmt.
Als Beispiel seien einige Durchschnittswerte für Satzlängen im Deutschen genannt, bestimmt nach der Zahl der Wörter im Satz; die Daten stammen aus Best (2002). Die durchschnittliche Zahl der Wörter je Satz in deutschen Texten wurde wie folgt erarbeitet:
| Textgruppe                       | untere Grenze der Satzlängen | obere Grenze der Satzlängen |
| -------------------------------- | ---------------------------- | --------------------------- |
| Pressetexte                      | 9,62                         | 22,91                       |
| Prosa für Kinder und Jugendliche | 6,21                         | 12,66                       |
| Literarische Prosa               | 7,08                         | 19,62                       |
| Sprachwissenschaft               | 25,67                        | 28,73                       |

Weitere Details zu den einzelnen Texten innerhalb einer Textgruppe sind in der angegebenen Arbeit aufgeführt. Natürlich sind die angegebenen Werte von der Auswahl der ausgewerteten Texte abhängig. Die Tabelle vermittelt einen Eindruck davon, wie sehr diese Durchschnittswerte auch innerhalb einer Textgruppe schwanken können. Mit einer solchen Streuung der Mittelwerte ist auch dann zu rechnen, wenn man Satzlänge anders als durch die Zahl der Wörter je Satz bestimmt.
Pieper (1979) gibt zum gleichen Thema die folgende Übersicht; es ist zu beachten, dass die Daten der beiden Tabellen nicht direkt vergleichbar sind, da Pieper nicht das arithmetische Mittel, sondern den Median als Mittelwert anführt:
| x  | Textgruppe               | Satzlänge (Median) |
| -- | ------------------------ | ------------------ |
| 1  | Hörspiel                 | 6,64               |
| 2  | Drama                    | 6,49               |
| 3  | Roman-Dialog             | 6,01               |
| 4  | Diskussion               | 11,83              |
| 5  | Roman-Nichtdialog        | 12,98              |
| 6  | Briefe                   | 13,63              |
| 7  | Wissenschaftliche Texte  | 19,22              |
| 8  | Allgemeine Gesetzestexte | 23,04              |
| 9  | Zeitung: Agenturberichte | 23,23              |
| 10 | Zeitung: Eigene Berichte | 16,37              |
| 11 | Zeitung: Feuilleton      | 16,89              |
| 12 | Zeitung: Sportberichte   | 15,09              |

## Satzlängenverteilung und Satzlänge im Zusammenspiel mit anderen sprachlichen Größen
Die Quantitative Linguistik hat sich immer wieder und auf verschiedene Weise mit den Gesetzmäßigkeiten der Satzlängen befasst.
- Gut erforscht ist das Gesetz der Verteilung von Satzlängen, das besagt, dass die Häufigkeit, mit der Sätze verschiedener Länge in Texten vorkommen, ganz bestimmten, theoretisch begründbaren Verteilungen folgen.[6] Dieses Gesetz ist in mehreren Untersuchungen zu verschiedenen Sprachen geprüft und gestützt worden.[7]
- Satzlängen stehen in Texten in Wechselbeziehungen mit anderen Sprachgrößen; diese Wechselbeziehungen lassen sich in ein komplexes Modell integrieren.[8]
  - Eine bedeutsame Gesetzmäßigkeit besteht zwischen der Länge der Sätze und der Länge der Teilsätze/Clauses: Je länger ein Satz ist, das heißt, aus je mehr kleineren Einheiten (direkten Konstituenten) er besteht, desto kleiner sind diese Konstituenten selbst. Es handelt sich hierbei um ein Sprachgesetz, das unter dem Namen Menzerathsches Gesetz (auch: Menzerath-Altmann-Gesetz) bekannt ist. Eine Untersuchung zum Deutschen galt der Hypothese „Je länger der Satz, um so kürzer seine clauses“ und konnte aufgrund der Auswertung deutscher Texte zeigen, dass diese Gesetzeshypothese sich bewährt.[9]
  - Setzt man die Satzlänge nicht in Beziehung zu den direkten Konstituenten des Satzes, den Teilsätzen/Clauses, sondern zu den indirekten Bestandteilen wie den Wörtern, so ändert sich die Beziehung: Je länger ein Satz, desto länger sind auch seine Wörter. Dieser Zusammenhang wurde mathematisch formuliert und überprüft[10] und zu Ehren von Hans Arens,[11] der ihn wohl als erster entdeckte, als Arenssches Gesetz bezeichnet.[12]

## Lesbarkeit
Unter Lesbarkeit versteht man die sprachlichen (grammatischen und lexikalischen) Eigenschaften eines Textes; sie ist ein Bestandteil dessen, was die Textverständlichkeit ausmacht. Seit langem gelten die Bemühungen der Wissenschaft der Frage, ob man die Lesbarkeit eines Textes messbar machen kann. Dabei sind eine Fülle von Lesbarkeitsindizes entwickelt worden, bei denen außer der Wortlänge sehr oft auch die Satzlänge als ein wesentlicher Aspekt integriert ist. In Best (2006) wurde eine Begründung dafür entwickelt, warum so einfache Kriterien wie Wort- und Satzlänge triftige Eigenschaften von Texten sein können, um etwas über ihre Lesbarkeit auszusagen.

## Textklassifikation
Die durchschnittliche Satzlänge prägt in einem hohen Maße den Stil eines Textes. Wilhelm Fucks, der sich für eine Quantitative Literaturwissenschaft einsetzt, betrachtet Wort- und Satzlängen als Stilcharakteristiken, das heißt als zahlenmäßig erfasste Stileigenschaften, die genutzt werden können, um den Stil von Autorengruppen zu unterscheiden. Bei Werner Winters Kieler Projekt Quantitative Stilistik, aufgrund von statistischen Merkmalen der Texte Textgruppen zu unterscheiden, spielt auch das Kriterium der Satzlänge in mehrfacher Hinsicht eine Rolle; so wird die Zahl der Wörter pro Satz ebenso berücksichtigt wie die Zahl der Hauptsatz- und Nebensatzverben, wodurch auch die Zahl der Teilsätze in den Blick genommen wird. Dass Satzlängen zu diesem Zweck ein wichtiges Kriterium und dabei keine isolierten Größen sind, betont auch Mistrík bei seinem Versuch einer Texttypologie.

## Entwicklung der Satzlängen
Ebenso wie Wortlängen sind auch die Satzlängen eine Größe, die sich im Verlauf der Zeit ändert. Bei einem Vergleich älterer Autoren aus der Zeit der deutschen Klassik mit modernen Autoren, der in dem Saarbrücker Projekt „Syntax der deutschen Gegenwartssprache“ von Hans Eggers durchgeführt wurde, deutete sich eine Tendenz zu kürzeren Sätzen an; der Vergleich litt unter dem Problem, dass die älteren Autoren Literaten und die neueren Sachbuchautoren waren. Untersuchungen zur Entwicklung der Satzlängen in Fachzeitschriften zwischen 1800 und 1990 sowie in künstlerischen Texten zwischen 1650 und 1950 bestätigten jedoch diese generelle Tendenz, wobei einzelne Ausreißer auftraten. In wissenschaftlich-technischen Texten zwischen 1770 und 1960 gibt es dagegen nach Beobachtungen von Möslein eine Tendenz, bei der die Satzlängen zunächst zu- und von 1850 an wieder abnehmen, ein Trend, den auch die Längen der Teilsätze vollziehen. Für 1960 muss konstatiert werden, dass sich hier entweder ein „Ausreißer“ oder eine Trendumkehr zeigt; da weitere Daten fehlen, muss dies hier offenbleiben. Diese Veränderungen im Sprachgebrauch folgen dem Piotrowski-Gesetz.
| t  | Zeitpunkt | Wörter pro Satz (beobachtet) | Wörter pro Satz (berechnet) |
| -- | --------- | ---------------------------- | --------------------------- |
| 1  | 1770      | 24,50                        | 23,80                       |
| 4  | 1800      | 25,54                        | 27,36                       |
| 9  | 1850      | 32,00                        | 29,57                       |
| 14 | 1900      | 23,58                        | 25,57                       |
| 16 | 1920      | 22,72                        | 23,02                       |
| 18 | 1940      | 19,60                        | 20,40                       |
| 20 | 1960      | 19,90                        | 17,91                       |

(Erläuterung: t ist der für die Berechnung nach Jahrzehnten durchnummerierte Zeitabschnitt. Passt man an die beobachteten Daten bis 1960 das Piotrowski-Gesetz in der Form für den reversiblen Sprachwandel an, so ergeben sich die angegebenen berechneten Werte. Die Anpassung des Modells ergibt einen Determinationskoeffizienten von D = 0,82, wobei D als gut erachtet wird, wenn es größer/gleich 0,80 ist. Für ausführlichere Erläuterungen sei auf die angegebene Literatur verwiesen.)